# Nenad Cvetko
Nenad Cvetko (Zurich, 27. prosinca 1969. – Zagreb, 10. listopada 2023.) bio je hrvatski kazališni, televizijski i filmski glumac.

## Filmografija

### Televizijske uloge
- "Mlakarova ljubav" (1993.)
- "Naši i vaši" kao profesor #2 (2002.)
- "Zlatni vrč" kao Plačko (2004.)
- "Zabranjena ljubav" kao Conan (2006.)
- "Naša mala klinika" kao Božo (2007.)
- "Odmori se, zaslužio si" kao carinik #2 (2007.)
- "Operacija Kajman" kao paranoik (2007.)
- "Zauvijek susjedi" kao Matko (2007. – 2008.)
- "TV Teatar" kao Vojvoda od Olbenija (2009.)
- "Zakon!" kao Zvonimir Krmpotić (2009.)
- "Bračne vode" kao Slavko (2009.)
- "Tito" kao partizanski vojni savjetnik (2010.)
- "Dnevnik plavuše" (2011.)
- "Larin izbor" kao Galić (2011.)
- "Provodi i sprovodi" kao sin (2011.)
- "Špica" (2011.)
- "Stipe u gostima" kao Mišo (2011.)
- "Počivali u miru" kao Miki Horvat (2013.)
- "Odmori se, zaslužio si" kao slikar (2013.)
- "Stipe u gostima" kao Radnik #2 (2014.)
- "Da sam ja netko" kao susjed (2015.)
- "Horvatovi" kao profesor Grubić (2015.)
- "Kud puklo da puklo" kao matičar (2016.)
- "Čista ljubav" kao matičar (2018.)
- "Na granici" kao Kunac (2019.)
- "Ko te šiša" kao Strahimir (2020.)
- "Doba uskoka" kao dalmatinac (2021.)
- "Oblak u službi zakona" kao Bobi Puškarić (2023.)

### Filmske uloge
- "Ljeto za sjećanje" (1990.)
- "Jaguar" (1992.)
- "Mrtva točka" (1995.)
- "Vidimo se" kao Andre (1995.)
- "Memento" kao vojnik (1996.)
- "Sedma kronika" kao vodonoša (1996.)
- "Pont Neuf" kao pijanist (1997.)
- "Srce nije u modi" kao Šućo (2000.)
- "Je li jasno, prijatelju?" kao dečko (2000.)
- "Kraljica noći" kao Zlatko (2001.)
- "Infekcija" kao mlađi inspektor (2003.)
- "Slučajna suputnica" kao Srđan (2004.)
- "Pušća Bistra" kao Papinjo Ždero (2005.)
- "Čovjek ispod stola" kao prodavač cipela (2009.)
- "Ljubavni život domobrana" kao Saša (2009.)
- "Korak po korak" kao Gross (2011.)
- "Šuti (2013.)" kao učitelj (2013.)
- "Šegrt Hlapić" kao smetlar  (2013.)
- "Happy Endings" kao susjed (2014.)
- "Ti mene nosiš" kao susjed (2015.)
- "Narodni heroj Ljiljan Vidić" kao mlađi svećenik (2015.)
- "U čemu je kvaka?" kao Mihovil (2016.)
- "Nosila je rubac črleni" kao Milek (2022.)
- "Glava velike ribe" kao konobar (2022.)

### Sinkronizacija
- Pastuh: Animirana serija kao Ćiro, Vanja i mladi Leonard Cohen
- "Pusti vodu da miševi odu kao Šiljko (2006.)
- "Priča o igračkama" kao Reks (2009.)
- "Priča o igračkama 2" kao Reks (2010.)
- "Priča o igračkama 3" kao Reks (2010.)
- "Odmor na Havajima" kao Reks (2011.)
- "Zabavosaur Reks" kao Reks (2012.)
- "Hotel Transilvanija" kao Vuco (2012.)
- "Priča o igračkama: Noć vještica kao Reks (2014.)
- "Božićna priča o igračkama" kao Reks (2014.)
- "Hotel Transilvanija 2" kao Vuco (2015.)
- "Hotel Transilvanija 3: Praznici počinju!" kao Vuco (2018.)
- "Aladin" kao zatvorenik (2019.)
- "Priča o igračkama 4" kao Reks (2019.)
- "Hotel Transilvanija: Transformanija" kao Vuco (2022.)

### Audio - priča za djecu
- "Breza" kao Jura Žugečić (1997.)
- "Pinocchio" (1997.)
- "Gavroche" kao strijelac (zajedno sa Berislavom Tomičićem) (1998.)
- "Esperel, grad malih čuda" (2022.)

## Vanjske poveznice
- Nenad Cvetko u internetskoj bazi filmova IMDb-u (engl.)
- Stranica na Gavella.hr  Arhivirana inačica izvorne stranice od 5. rujna 2011. (Wayback Machine)